# Purjesz Ignác
Purjesz Ignác (Szentes, 1852 –  Budapest, Józsefváros, 1928. május 8.) magyar orvos, Purjesz Zsigmond öccse.

## Élete
Purjesz Salamon és Weisz Katalin fia. A gimnáziumot szülővárosában és Budapesten végezte. 1881-ben szerzett orvosi diplomát. 1889-ben a budapesti nyilvános ambulatorium fülbeteg osztályának, 1892-ben az építő iparosok rendelő intézete fülbeteg osztályának vezetőjévé nevezték ki. 1892-ben a budapesti gyakorló orvosok segélyző egylete másodtitkárává választották. Az 1894-ben Budapesten tartott VIII. nemzetközi közegészségi és demográfiai kongresszus bizottsági titkára volt.
Cikkei az Orvosi Hetilapban, az Orvosok Zsebnaptárában a Gyógyászatban, a Pester medizinische-chirurgische Pressében, az Orvosi Heti Szemlében illetve a Wiener medizinische Wochenschriftben jelentek meg.
Szerkesztette a Budapest székesfőváros dunabalparti közkórházainak Évkönyvét 1883-tól 1903-ig; az Orvosirodalmi Közlönyt 1893-95-ig; az Orvosok Zsebnaptárát 1897-99-ig és az Egészségügyi Lapokat 1901 és 1902-ben.

## Művei
- A húgyvizsgálat alapvonalai. Írta Ziegler Adolf; a legújabb kiadás után ford. Budapest, 1881.
- Therapeutisches Recept-Taschenbuch. Stuttgart, 1883.
- Gyógyászati vény-zsebkönyv bujakóros betegségekre nézve. Budapest, 1884.
- A gyakorlati fülgyógyászat kézikönyve. Orvosok és orvostanhallgatók igényeihez mérve. Kirchner V. nyomán. Uo. 1889. Számos ábrával. (Orvosi Kézikönyvek Gyűjteménye. II.).
- A gyakorlati orvostan haladása 1888-ban, 1889., 1890. és 1891-ben. Budapest, Négy rész. (Többekkel együtt.)
- A gyógyászat kézikönyve gyakorló orvosok számára. Budapest, 1892. (Többekkel együtt.)
- A klinikai diagnostika kézikönyve. Budapest, 1892-93.
- Adatok a Szent-Rókus közkórház alapításához. Budapest, 1896. (Különnyomat a Gyógyászatból).
- A fül ápolása. Írta dr. Corrolino Vincze, ford. Budapest, 1901. (Előbb az Orvosi Heti Szemlében).